# Байсарова Юлія Павлівна
Байса́рова Ю́лія Па́влівна (нар. 9 липня 1942, присілок Бальзяшур, Можгинський район) — удмуртська письменниця, педагог-методист, заслужений працівник народної освіти Удмуртії (1993), лауреат Державної премії Удмуртії (1996), лауреат Національної премії імені Кузебая Герда (1992), відмінник народної просвіти (1979), вихователь-методист (1986).
Юлія Павлівна в 1977 році закінчила Глазовський державний педагогічний інститут, в 1963–1972 роках працювала вчителем початковий класів середньої школи в селі Бураново Малопургинського району, з 1972 року — вчитель початкових класів середньої школи в селі Бабино Зав'яловського району.

## Творчість
Байсарова є автором збірок віршів для дітей «Егор но бугор» («Єгор та клубок»; 1973), «Чиманы тыныд черод» («Твоя черга водити»; 1990).

### Твори
- «Анай кыл» пособиея урок нуыны валэктонъёс. Ижевск, 1993 (у співавт.)
- Анай кыл: 1-ти классын удмурт кылэз тодисьтэм пиналъёсты вераськыны дышетон пособие, 2 вид., Ижевск, 1995 (у співавт.)
- Анай кыл: 2-ти классын удмурт кылэз тодисьтэм пиналъёслы лыд¢он книга. Ижевск, 1995 (у співавт.)